# Савин, Анатолий Васильевич (государственный деятель)
Анатолий Васильевич Савин (11 октября 1914 — 28 августа 2001) — советский государственный и политический деятель, председатель Костромского областного исполнительного комитета.

## Биография
Родился в 1914 году в деревне Озерки. Член ВКП(б) с 1943 года.
С 1930 года — на общественной и политической работе. В 1930–1984 годах — инструктор Культурно-массового отдела Разнопросоюза, учитель, директор Тормановской средней школы в Ярославской области, секретарь, 2-й секретарь Судайского районного комитета ВКП(б), 1-й секретарь Нейского, Антроповского районного комитета ВКП(б), секретарь, 2-й секретарь Костромского областного комитета КПСС (1960–1962), заместитель председателя Исполнительного комитета Костромского областного Совета, председатель Исполнительного комитета Костромского областного Совета, 1-й заместитель председателя Исполнительного комитета Калининского областного Совета.
Избирался депутатом Верховного Совета РСФСР 6-го, 7-го созывов.
На пенсии с 1984 года. Умер в 2001 году.